# إيزابيل كلارك ريبيرو
إيزابيل كلارك ريبيرو (بالبرتغالية: Isabel Clark‏) هي متزلجة برازيلية، ولدت في 24 أكتوبر 1976 في ريو دي جانيرو في البرازيل.

## وصلات خارجية
- إيزابيل كلارك ريبيرو على موقع الاتحاد الدولي للتزلج (ركوب لوح الثلج) (الإنجليزية)
- إيزابيل كلارك ريبيرو على موقع اللجنة الأولمبية الدولية (الإنجليزية)
- إيزابيل كلارك ريبيرو على موقع أوليمبيديا (الإنجليزية)
- إيزابيل كلارك ريبيرو على موقع ألعاب إكس (مؤرشف) (الإنجليزية)